# Strejken på Arendal
Strejken på Arendal var en vild strejk som ägde rum 20-24 oktober 1972 bland ett hundratal av de cirka 5 000 anställda på det av Salénrederierna ägda Arendalsvarvet i Göteborg. Anledningen till strejken var att ledningen på varvet i överenskommelse med facket införde månadslöner istället för de tidigare veckolönerna. Månadslönen innebar i praktiken att lönen sänktes. För flertalet varvsarbetare innebar månadslönen 1-2 kronor mindre i timmen, för en del 650 kronor i månaden. Till detta infördes ett meritvärderingssystem som kritiserades för att kunna vändas mot anställda som ifrågasatte förmän och andra arbetsledare. Den 24 oktober gick de strejkande arbetarna tillbaka till arbetet och senare samma vecka avskedades sammanlagt elva arbetare, ungefär hälften av dessa var medlemmar i dåvarande KFML(r). Strejken är numer mest känd för att händelsen resulterade i en sång av musikgruppen Knutna Nävar som gav ut en singel med samma namn 1972.
Strejken porträtteras i SVT-serien Upp till kamp från 2007.